# Citrus oxanthera
Citrus oxanthera, comúnmente conocido como oxanthera de flores anaranjadas, es un arbusto perteneciente al género Citrus, dentro de la familia de las rutáceas.

## Descripción
La oxanthera de flores anaranjadas florece en noviembre.
Se trata de un arbusto de unos 2 m de altura, sin espinas y con los peciolos de las hojas sin alas. Su fruto tiene el interior dividido en 5-6 segmentos, los cuales contienen multitud de semillas.

## Distribución y hábitat
Es endémica de Nueva Caledonia y crece principalmente en el bioma tropical estacionalmente seco. Es llamada menndé por los nativos de esta colectividad sui géneris francesa.

## Taxonomía
Citrus oxanthera fue descrita por el botánico francés Georges Eugène Charles Beauvisage y publicada por primera vez Annales de la Société botanique de Lyon 26: 14 en 1901.
Etimología
- Citrus: nombre genérico que proviene del latín citrus, que se refiere a los árboles y arbustos que producen frutas cítricas, como limones, naranjas y limas. El término citrus tiene sus raíces en el griego antiguo κίτρον (kítron), que significa 'cítricos' o 'fruto de cítricos'
- oxanthera: epíteto específico que proviene del griego antiguo oxa, que a su vez deriva del griego oxýs (ὀξύς), y que significa ‘agudo’ o ‘ácido’, y anthéras (ἀνθήρας), que se refiere a la parte masculina de la flor que produce el polen, conocida como «antera», haciendo referencia a la morfología de la flor de esta especie.[3]